# Хаджра Хан
Хаджра Хан ( нар. 29 грудня 1993) — пакистанська футболістка, капітан жіночої національної збірної Пакистану з футболу.У 2009 році вона стала частиною національної збірної Пакистану,яку очолила як капітан у 2014 році.

## Раннє та особисте життя
Хан народився 29 грудня 1993 року в Карачі, Пакистан, і з раннього дитинства був видатним спортсменом.Хоча її мрією було стати професійною спортсменкою,Хан спочатку зробила собі ім’я в легкій атлетиці.Хан представляла Пакистан на престижних іграх Salwan Games, де вона пробігла напівмарафон, який відбувся в Індії в 2004 році.У віці 14 років вона розпочала свою футбольну подорож, приєднавшись до жіночого футбольного клубу «Дія» після того,як вразила під час пробних виступів у футбольній команді провінції Сінд.Хан був не чим іншим, як надзвичайним,оскільки вона забила вражаючі дев'ять голів лише у трьох іграх під час національного жіночого чемпіонату.Її видатна гра не тільки сприяла успіху її команди, але й стала найкращим бомбардиром турніру.

## Клубна кар'єра
Починаючи з ДФК «Дія», вона виграла трофей Міші Давуд під час Чемпіонату країни з жіночого футболу 2010 року.
У січні 2014 року вона вирішила покинути «Дію» і приєднатися до «Белуджистан Юнайтед».Хан виграла жіночий чемпіонат Пакистану з Белуджистан Юнайтед у 2014 році, забивши єдиний гол у фіналі проти колишнього клубу «Дія».Потім вона прийняла пропозицію грати за мальдівський клуб Sun Hotels and Resorts FC у жіночому футбольному чемпіонаті FAM.
Влітку 2015 року Хан провів місяць у Німеччині та відвідав передсезонні перевірки з чотирма клубами.Вона не змогла прийняти пропозицію про трансфер від МСВ Дуйсбург через проблеми з візою.Вона стала єдиною пакистанською гравкою, яка забила 100 голів за свою клубну кар'єру.Вона приєдналася до клубу Sun Hotels and Resorts Maldives 24 травня 2015 року.Зараз Хаджра виступає за пакистанську армію.

## Міжнародна кар'єра
У 2009 році Хан був обраний до національної збірної Пакистану для участі в Південно-Азіатських іграх 2010 року в Дакці, Бангладеш Після участі Хан у цьому заході Федерація футболу Пакистану (PFF) відібрала її для участі в курсі ФІФА для тренерів жіночого футболу в Коломбо, Шрі-Ланка .У грудні 2010 року вона зіграла в першому жіночому чемпіонаті SAFF, допомогвши Пакистану дійти до півфіналу.
Вона була першою пакистанською футболісткою, яка підписала міжнародний контракт у 2014 році з футбольним клубом Sun Hotels & Resorts,щоб грати в Національній жіночій лізі Мальдів.
Після багатьох років бездіяльності у футболі через призупинення Пакистанської футбольної федерації ФІФА, Хаджра повернулася на міжнародну арену на жіночому чемпіонаті SAFF у 2022 році, залишаючись гравцем, але передавши капітанський пост Марії Хан.

## Спортивна кар'єра

### Нетбол
На Південно-Азіатських пляжних іграх 2011 року в Гамбантоті, Шрі-Ланка, Хан допоміг національній збірній Пакистану з нетболу привезти додому бронзову медаль.

### Баскетбол
Хан грав на Південно-Азіатських іграх 2016 року в Індії як один із ключових гравців національної збірної Пакистану з баскетболу.

## Статистика кар'єри

### Міжнародний
Рахунки та результати спершу вказують гол Пакистану.
| немає | Дата                | Місце проведення                               | Суперник  | Оцінка | Результат | Конкуренція                     |
| ----- | ------------------- | ---------------------------------------------- | --------- | ------ | --------- | ------------------------------- |
| 1     | 12 вересня 2012 р   | CR &amp; FC Grounds, Коломбо, Шрі-Ланка        | Мальдіви  | 1 –0   | 3–0       | 2012 Чемпіонат SAFF серед жінок |
| 2     | 12 вересня 2012 р   | CR &amp; FC Grounds, Коломбо, Шрі-Ланка        | Мальдіви  | 3 –0   | 3–0       | 2012 Чемпіонат SAFF серед жінок |
| 3     | 26 жовтня 2014 р    | Національний стадіон Бахрейну, Ріффа, Бахрейн  | Бахрейн   | 1 –0   | 1–5       | Міжнародний товариський         |
| 4     | 29 жовтня 2014 р    | Національний стадіон Бахрейну, Ріффа, Бахрейн  | Бахрейн   |        | 1–10      | Міжнародний товариський         |
| 5     | 11 листопада 2014 р | Спортивний стадіон Джинна, Ісламабад, Пакистан | Шрі-Ланка | 1–2    | 1–2       | 2014 Чемпіонат SAFF серед жінок |